# Nationalpark Iriqui
Der Nationalpark Iriqui (französisch Parc national d’Iriqui, arabisch المتنزه الوطني إيريكي) wurde 1994 mit 123.000 Hektar als marokkanischer Nationalpark gegründet.

## Geographische Lage
Der Nationalpark Iriqui liegt im Süden Marokkos zwischen dem Wadi Draa und den südlichen Ausläufern des Anti-Atlas in den Provinzen Zagora und Tata.

## Charakteristika

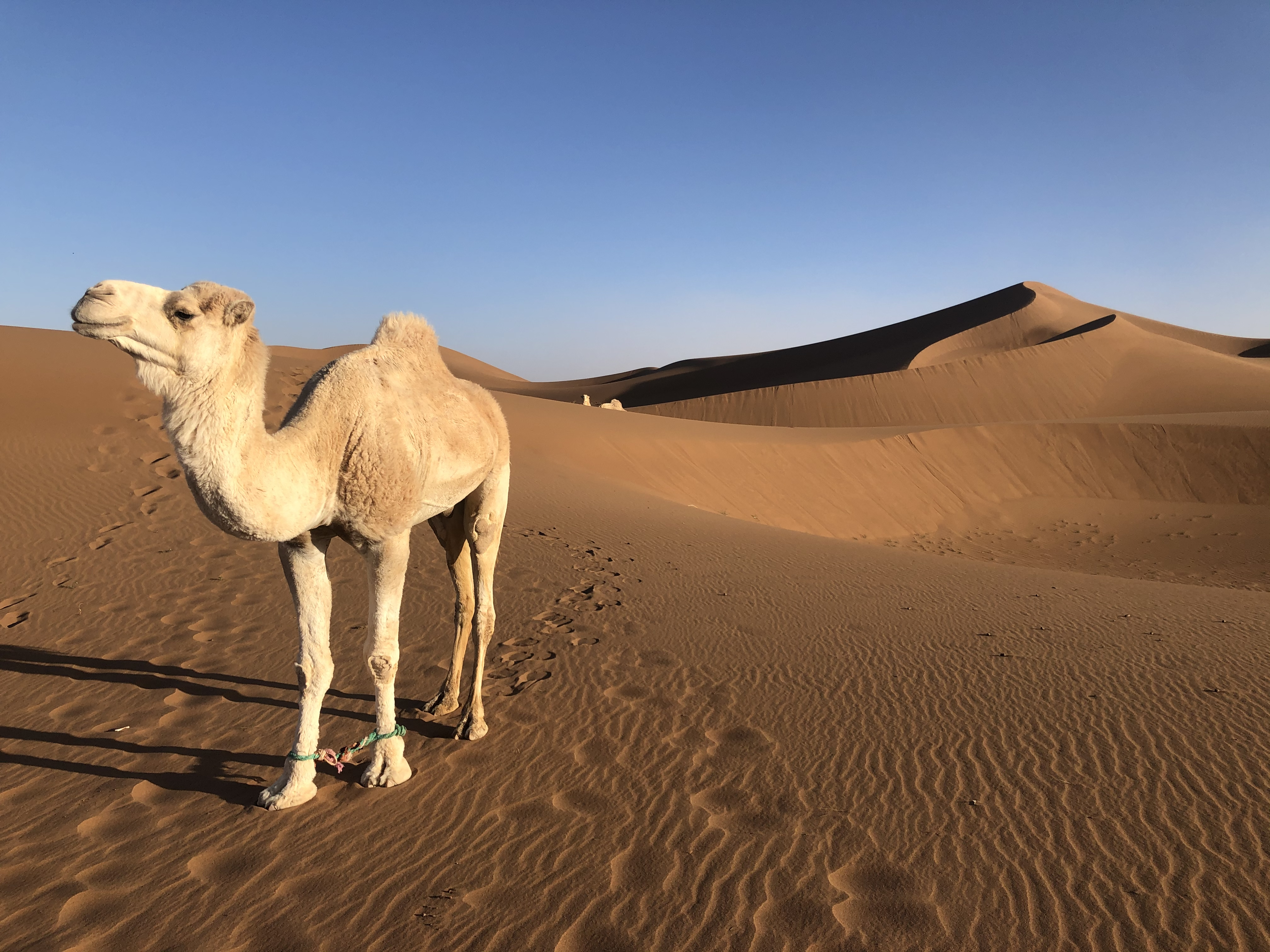
Sanddünen und Dromedare im Nationalpark Iriqui

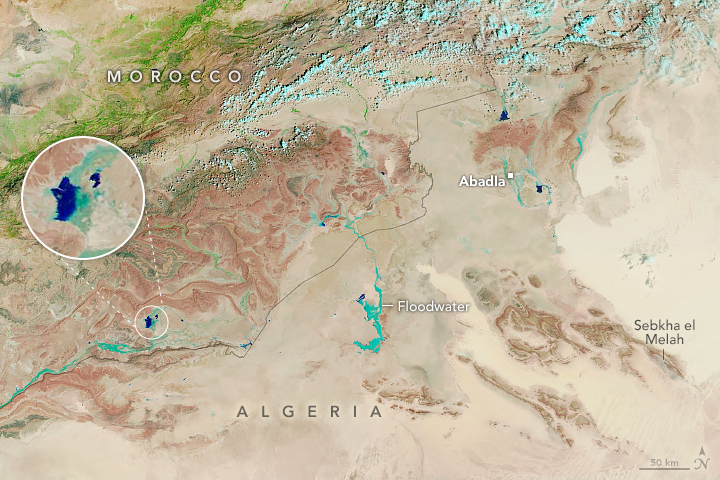
Satellitenbildaufnahme des gefüllten Iriqui-Sees (Kreismarkierung) am 10. September 2024 durch das EOS der NASA

Rund die Hälfte des Parks ist bedeckt von Sanddünen, die Teil des Sandmeeres Erg Chegaga sind (56.655 ha, 46 %). Der Irique-See stellt ein besonderes Biotop des Parks dar. Die Oase Oum Lâalag ist eine natürliche Süßwasserquelle und stellt auch Tränkstellen für Wild-, Nutz- und Arbeitstiere bereit.

## Klima und Gewässer
Das Klima im Nationalpark entspricht gemäß der Klimaklassifikation von Köppen und Geiger einem „Heißen Wüstenklima“ (BWh) mit sehr niedrigen Jahresniederschlägen. In der Region kommt es dennoch immer wieder zu vereinzelten, stärkeren Niederschlagsereignissen, von denen seit dem Jahr 2000 lediglich sechs Starkregenereignisse zu einer Auffüllung des Irique-Sees führten. Der See wurde im 20. Jahrhundert durch den Fluss Drâa noch ausreichend mit Wasser gespeist. Mehrere Faktoren begünstigten jedoch seine Austrocknung. Zunächst führte die Versandung des Zulaufs durch Sandstürme und Sandverwehungen unter den extremen klimatischen Bedingungen zu natürlichen Wasserverlusten. Maßnahmen des Menschen trugen ebenfalls zum Austrocknen des Sees bei. Der Viehbestand von Nomaden im Einzugsgebiet des Drâa litt regelmäßig unter Bremsenplagen, wodurch die Menschen sich der Gefahr ausgesetzt sahen, dass ihre Lebensgrundlage gefährdet sein könnte. Der Stamm der Noaji versuchte den Zulauf künstlich durch Sand zu verschließen, um ihn vom Drâa abzutrennen. Mit dem Bau des Stausees El Mansour Eddahbi im Jahr 1971 wurden erhebliche Wassermengen bei Ouarzazate für die Landwirtschaft  und zur Wasserversorgung der Bevölkerung abgezweigt, sodass sich Austrocknung und Versalzung des Irique-Sees weiter beschleunigten. Ausbleibende Regenfälle während ausgeprägter Dürrejahre ließen ihn außerhalb der Wintermonate endgültig trockenfallen.
Durch außergewöhnlich starke Regenfälle am 7. und 8. September 2024, bei denen der Jahresniederschlag für die Region innerhalb weniger Tage erreicht wurde, füllte sich der See auf einen Pegel, der seit mindestens 30 Jahren nicht erreicht wurde.

## Flora und Fauna
Der Park wird durch eine für Südmarokko typische Wüstenlandschaft charakterisiert. Die Vegetation besteht aus mit Akazien bewachsener Steppe und Savanne. Die Dünengebiete sind mit Tamarisken bewachsen.
In Regenperioden wird der lriqui-See vorübergehend ein Feuchtgebiet und bietet Zugvögeln einen Rast- und früher auch einen Überwinterungsplatz, einschließlich Flamingos, Blässhühnern und Gänsen, was dem Park eine hohe ökologische Bedeutung gibt. Die Wiederherstellung und der Schutz der Feuchtgebiete waren unter den Hauptzielen, als der Park gegründet wurde. Durch die zunehmende Dürre haben sich die Dünengebiete allerdings innerhalb von 50 Jahren um 20 % ausgedehnt.
Im Park gibt es Dorkasgazellen, Hyänen, Mähnenspringer und Kragentrappen. Außerdem leben dort Reptilien wie Echsen, Warane, Chamäleons, Geckos und Schlangen. Es gibt Pläne Afrikanische Strauße und Oryxantilopen wieder anzusiedeln.

## Bevölkerung
Von ein paar Familien, die ihren festen Wohnsitz im Park haben, abgesehen, lebt der Großteil der Bevölkerung nomadisch. Die Nomaden betreiben insbesondere im Gebiet zwischen M’hamid El Ghizlane, Figuig und Tan-Tan eine Wanderviehwirtschaft, bei der das Vieh nicht oder nur zeitweise eingestallt ist. Das Gebiet von lriqui ist für sie ein bevorzugter Weideplatz.

## Tourismus
Die abwechslungsreiche Landschaft und das kulturelle Erbe der Region geben dem Park ein gutes Potential für Ökotourismus, der eine wichtige Grundlage für die lokale Geschäftsentwicklung darstellt. Außerdem passt der Park in den Entwicklungsplan des tiefen Südens Marokkos, mit Verbindungen zu Merzouga, Zagora, M’Hamid El Ghizlane, Foum Zguid, Tata, Guelmim and Tan-Tan. Es gibt einen bemerkenswerten Anstieg von Erkundungs- und Abenteuertourismus in dieser Gegend, durch die die Sahara-Gebiete an wirtschaftlicher Bedeutung gewinnen.